# Mohamed Salah Ben Mrad
Mohamed Salah Ben Mrad, né en 1881 à Tunis et décédé le 6 février 1979 à Hammam Lif, est un intellectuel, journaliste et théologien tunisien.

## Biographie

### Jeunesse
Il naît au Dar Ben Mrad dans la médina de Tunis, près du Tourbet El Bey. Issu d'une ancienne famille tunisoise de savants et d'intellectuels d'origine ottomane venue de Turquie au XVIe siècle, son aïeul Murad Khodja est un militaire de l'armée de Sinan Pacha qui a participé à la bataille de La Goulette contre l'armée de Charles Quint en 1574. Mohamed Salah est le fils du bach mufti hanéfite, le cheikh H'mida Ben Mrad (1840-1940), spécialiste de la rhétorique qui a pris position en 1933 sur l'affaire de la naturalisation qui avait soulevé un tollé à Tunis. Il est aussi le frère aîné des cheikhs Néji (qui a occupé les fonctions de cadi puis de mufti) et de Brahim Ben Mrad (imam, enseignant de logique islamique à la Zitouna et juge au tribunal mixte).
Il suit ses études à la Zitouna qu'il quitte en 1900.

### Publication

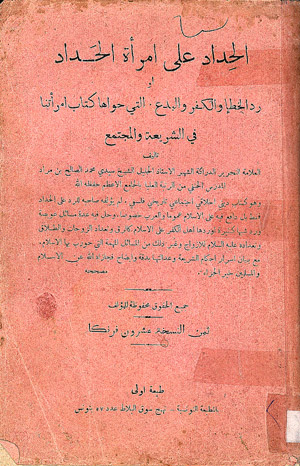
Première page du livre Deuil sur la femme de Haddad (1931) de Ben Mrad

Ben Mrad publie en 1931 un ouvrage intitulé Deuil sur la femme de Haddad (ﺍﻟﺤﺪﺍﺩ ﻋﻠﻰ ﺍﻣﺮأﺓ ﺍﻟﺤﺪﺍﺩ) où il réfute les idées de Tahar Haddad sur la condition féminine en Tunisie, en disant s'appuyer sur les textes scripturaires du Coran ; son ouvrage résulte d'une levée de boucliers des oulémas du tribunal du Charaâ et d'une grande partie de la population face aux idées novatrices de Haddad. Il défend l'idée du port du sefseri par la femme tunisienne qu'il considère ne pas être un signe d'identification religieuse mais un habit traditionnel s'apparentant plus à un uniforme national qui était partagé par toutes les catégories sociales. Il rejette également l'idée que des réformes sociales puissent s'accomplir sans le temps nécessaire à leur compréhension et leur assimilation par une population colonisée et encore en grande partie analphabète. Selon lui, l'émancipation de la femme tunisienne passait avant tout par l'instruction et l'éducation de celle-ci. Il reconnaît toutefois plus tard que certaines idées de Haddad ne sont pas en opposition à la charia sur question de la condition de la femme, dans la revue qu'il fonde en 1937 : Chams al-Islam (Le soleil de l'islam).

### Leader religieux
Il est nommé Cheikh El Islam du royaume par Moncef Bey en 1942. Après la destitution de ce dernier, à l'occasion de la cérémonie d'investiture du nouveau bey Lamine par le général Alphonse Juin, il insiste dans son discours adressé au souverain sur son rôle de garant de la monarchie et du trône husseinite, suggérant par là le vide laissé par Moncef Bey dans le cœur des Tunisiens. En 1944, il participe à la mise en place de la commission des réformes de l'Université Zitouna, présidé par le cheikh et recteur Mohamed Tahar Ben Achour, répondant ainsi aux vœux des intellectuels tunisiens et des étudiants zitouniens, soucieux de l'avenir de la plus ancienne université du monde arabo-musulman. Sous la pression du résident général de France en Tunisie Charles Mast, le cheikh Ben Mrad est démis de son poste en 1946, en raison de son engagement politique en faveur des leaders nationalistes du Néo-Destour incarcérés et exilés, qu'il avait fait libérés, ainsi qu'en faveur du mouvement syndical de l'Union générale tunisienne du travail de Farhat Hached.

## Famille
Sa fille, Bchira Ben Mrad, fonde en 1937 la première organisation féminine tunisienne, l'Union musulmane des femmes de Tunisie, avec le soutien de son père. Celle-ci participe également avec ses sœurs à faire éditer de nombreux articles dans la revue de son père. Contrairement à ce que certains pensaient, le cheikh donna une éducation moderne à ses filles qu'il mêla étroitement à la vie intellectuelle et culturelle de Tunis.